# Урусевский, Сергей Павлович
Серге́й Па́влович Урусе́вский (23 декабря 1908, Санкт-Петербург — 12 ноября 1974, Москва) — советский оператор и кинорежиссёр, художник, фронтовой кинооператор в годы Великой Отечественной войны. Заслуженный деятель искусств РСФСР (1951), лауреат двух Сталинских премий первой степени (1948, 1952).

## Биография
Родился в Санкт-Петербурге. В 1929 году окончил Ленинградский художественно-промышленный техникум. Затем продолжил обучение в Московском полиграфическом институте у В. А. Фаворского, где его педагогами также были А. Д. Гончаров, А. М. Родченко, П. Я. Павлинов, К. Н. Истомин. После окончания вуза в 1935 году пошёл работать ассистентом оператор на киностудию «Межрабпомфильм» (с 1936 года — студия «Союздетфильм»). В качестве ассистента участвовал в создании картин «Случайная встреча» (1936), «Дума про казака Голоту» (1937), «Победа» (1938), был вторым оператором на «Борьба продолжается» (1938), «Гибель „Орла“» (1940).
С началом Отечественной войны призван в Красную армию, в 1941—1942 годах служил в составе киногруппы Северного фронта, также снимал сюжеты для киножурналов «Союзкиножурнал», «Пионерия». С конца 1943 года — вновь на «Союздетфильме» (с 1948 года — Киностудия имени М. Горького).
В 1951 году перешёл работать на «Мосфильм», тогда же вернулся к регулярным занятиям живописью.
Впервые выступил в качестве режиссёра-постановщика и оператора, сняв кинофильм «Бег иноходца» (1968) — по повести «Прощай, Гульсары!» Чингиза Айтматова (вторым режиссёром на этой ленте была его жена Белла Фридман).
Член ВКП(б) с 1942 года, член Союза кинематографистов СССР с 1957 года.
Скончался 12 ноября 1974 года в Москве. Похоронен на Введенском кладбище (участок № 26).

### Семья
Отец — Павел Иванович Урусевский, преподаватель, кандидат в члены Ленинградского Совета.
Жена — Белла Мироновна Фридман (?—1981), второй режиссёр, работала в тандеме с мужем («Сорок первый», «Бег иноходца», «Пой песню, поэт…»). Дочь — Инга Сергеевна Урусевская, биолог и почвовед, опубликовала архивные материалы отца.

## Фильмография
Оператор
- 1941 — Как поссорился Иван Иванович с Иваном Никифоровичем
- 1942 — 69-я параллель (документальный; совместно с Г. Донцом, В. Мищенко, Ф. Овсянниковым, М. Ошурковым, Б. Маневичем)
- 1943 — Битва за нашу Советскую Украину (в соавторстве)
- 1944 — Поединок
- 1946 — Синегория
- 1947 — Сельская учительница
- 1949 — Алитет уходит в горы
- 1950 — Кавалер Золотой Звезды
- 1953 — Возвращение Василия Бортникова
- 1955 — Первый эшелон (совместно с Ю. Екельчиком)
- 1955 — Урок жизни
- 1956 — Сорок первый
- 1957 — Летят журавли
- 1959 — Неотправленное письмо
- 1964 — Я — Куба
- 1968 — Бег иноходца
- 1971 — Пой песню, поэт…

Режиссёр
- 1968 — Бег иноходца
- 1971 — Пой песню, поэт… (также сценарий совместно с Г. Шпаликовым)

## Оценки творчества
Уже в первых полнометражных киноработах оператор использовал те навыки композиционной, пластической прорисовки изображения, светотеневого рисунка, которые были в своё время усвоены из лекций В. Фаворского. При этом каждый живописный приём был переработан в соответствии с законами кинематографического искусства, но внутри каждого операторского решения прослеживается образ мыслей прежде всего художника.
— Валерия Климова, «Артикульт» №15 2014
Использование им с конца 1950-х годов короткофокусной оптики в сочетании с динамикой ручного киноаппарата заставили говорить о новаторском операторском приёме — так называемой «субъективной камере». В книге «Десять операторских биографий» (1978) Майя Меркель приводит выдержки из отзывов критиков — современников Урусевского:
 «Это вихрь изображений, мыслей, чувств, воспоминания и мечты в чудесном и магическом хаосе действительности…»; «Съёмки сделаны волшебной рукой — настолько изобретателен оператор…»; «Работа оператора отполирована до блестящей ясности, она околдовывает, как может околдовывать лишь произведение искусства…»; «Здесь сама жизнь, но поэтически изображённая изумительным кинооператором Урусевским».

Если в картине «Летят журавли» он воплотил замысел драматурга В. Розова и режиссёра М. Калатозова как свой собственный, то в «Неотправленном письме» и в картине «Я — Куба» он властно, неудержимо перехватывает инициативу и вырывается за пределы, положенные оператору. Нам уже тогда казалось, что сделай Урусевский ещё один шаг в этом направлении, и он неизбежно окажется… в режиссуре.
— Семён Фрейлих, «Беседы о советском кино» 1985

## Награды и премии
- медаль «За оборону Советского Заполярья» (5 июля 1945)[4];
- медаль «За победу над Германией в Великой Отечественной войне 1941—1945 гг.» (26 декабря 1945)[4];
- медаль «За доблестный труд в Великой Отечественной войне 1941—1945 гг.» (3 апреля 1946)[4];
- медаль «За оборону Москвы» (15 апреля 1946)[4];
- Сталинская премия первой степени (1948) — за фильм «Сельская учительница» (1947)[16][1];
- заслуженный деятель искусств РСФСР (30 августа 1951)[4];
- Сталинская премия первой степени (1952) — за фильм «Кавалер Золотой Звезды» (1950)[1];
- приз Кинофестиваля молодых кинематографистов киностудии «Мосфильм»: Лучшая операторская работа — за фильм «Сорок первый» (1956)[10];
- За фильм «Летят журавли» (1957):
  - 1958: МКФ в Каннах: Приз высшей технической комиссии Франции;
  - 1958: МКФ в Мехико: Диплом международного смотра;
- орден «Знак Почёта» (6 марта 1950) — за выдающиеся заслуги в развитии советской кинематографии, в связи с 30-летием[17];
- орден «Знак Почёта» (1965)[10].

## Память
- На доме № 2в по Мосфильмовской улице, где жил С. П. Урусевский, в июне 2005 года была установлена мемориальная доска[18].
- Документальный фильм «Семь минут с кинооператором Сергеем Урусевским» (1969; реж. А. Антипенко).
- Часть живописных работ Урусевского-художника ныне хранится в фондах Музея Кино[19].